# Taqiyya

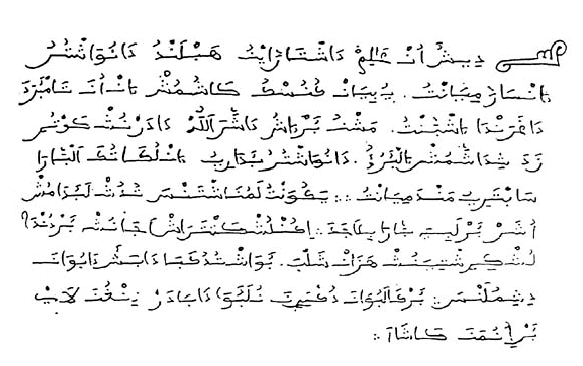
Text morisc aljamiat (escrit en castellà amb caràcters àrabs) que anima al manteniment de la fe musulmana malgrat la pressió i recomana la pràctica de la dissimulació. La transcripció, seguint l'ortografia usual del castellà de l'època, seria: «Dixo un alim d'este rreyno hablando de nuestro encerramiento: “Yo bien conozco que somos en una época de grande espanto, mas no por eso dexara Allah de darnos cautoriçada [=castig] si dexamos el pro'o [=el pro, l'avantatge] de nuestro poderío en lo que toca al preçeptado mandamiento. Y a quanto l'amonestança [=la dissimulació, la taqiyya], todos la podemos usar por la bía prebilejiada y con los cantares ajenos por donde los christianos hacen salva, pues todo cabe debaxo de buena disimulança, porque la buena doctrina no la puede bedar ninguna ley por inumana que sea”.»

En la tradició islàmica, la taqiyya (de l'àrab, تقية, taqiyya, ‘temor de Déu’), anomenada kitman (de l'àrab كتمان, kitmān, ‘ocultació’, ‘dissimulació’, ‘discreció’) en l'àmbit xiïta, és l'acte de dissimular les creences religioses pròpies quan hom tem per la seva vida, per les vides dels seus familiars o per la preservació de la fe. Se'n fa ús, normalment, en temps de persecució o perill.
El concepte de la taqiyya ha estat distorsionat per la islamofòbia per perpetuar el mite del «musulmà mentider».

## Història
Els grups minoritaris dins de l'islam, com els xiïtes o els kharigites, han hagut de recórrer sovint a la taqiyya o el kitman com a forma de preservar la seva integritat enfront de la pressió del sunnisme majoritari. Per aquesta raó, sovint es pensa que la taqiyya és un fenomen específicament xiïta, però la veritat és que en la tradició sunnita també existeix, encara que és un concepte més subjecte a controvèrsia.
Segons els principis del teòleg sunnita al-Ghazalí, mentir per protegir-se a un mateix o a uns altres és permissible sota certes circumstàncies. No obstant això, altres sunnites defensen que és un acte d'hipocresia i una falta de fe i confiança en Déu. La taqiyya o kitman no està recollida específicament en l'Alcorà, però es basa en un versicle que allibera de la ira divina al musulmà que renega de la seva fe sota coacció:
| «                                             | Els qui s'oposin a Déu, Al·là, no creguin en Ell, els que siguin uns renegats, després d'haver cregut en Ell, obrint els seus pits a la incredulitat —no els que siguin coaccionats, però mantinguin ferms i molt tranquils els cors en la fe vertadera—, aquesta gent, doncs, rebrà la còlera de Déu i un càstig terrible! | » |
| — Alcorà 16:106 (traduït per Míkel de Epalza) | |   |

Els drusos, una creença religiosa sorgida d'una branca herètica de l'ismaïlisme (i que solen autodenominar-se musulmans, encara que la majoria dels musulmans no els consideren com a tals), practiquen una permanent taqiyya, complint puntualment amb els preceptes religiosos majoritaris del lloc en el qual resideixen. Fingeixen ser cristians o musulmans, tant per lliurar-se de les persecucions que van ser objecte en un altre temps com perquè els dogmes i pràctiques reals de la fe drusa són secrets, i no han de mostrar-se mai davant d'estranys.
Un altre punt sol succeir amb els iazidites kurds, que solen fingir adhesió a les pràctiques sunnites de la resta dels kurds.
La taqiyya no té correlació en el cristianisme, però sí en la Halacà o llei jueva, que permet la violació de totes les lleis en cas de persecució, excepte les relatives a la idolatria, l'incest i l'assassinat. En aquests casos s'espera que donin la seva pròpia vida abans que cometre aquestes violacions de la llei. No existeix una prohibició real contra el fet de fingir abraçar una altra religió, tret que això suposi una violació de les lleis anteriors. Maimònides va justificar aquest comportament entre els jueus del Iemen en el seu Iggereth Teiman (Carta al Iemen).

### El cas dels moriscs
Els moriscos ibèrics són un cas conegut de taqiyya sunnita. Davant l'obligatorietat de la seva conversió al cristianisme i la fustigació a la que van ser sotmesos al llarg de tot el segle XVI per obligar-los a mostrar la seva fe catòlica amb pràctiques com combregar, menjar porc, beure alcohol, no circumcidar als seus fills, els moriscs van sol·licitar en diverses ocasions dictàmens o fàtues de coneguts alfaquís nord-africans sobre la legalitat i els límits de la seva taqiyya.